# Kỷ lục và thống kê Cúp bóng đá châu Á
Đây là danh sách các kỷ lục và thống kê của Cúp bóng đá châu Á.

## Tổng quan
Bốn giải đấu đầu tiên chỉ có bốn hoặc năm đội tham dự và thi đấu một bảng duy nhất. Kể từ năm 1972, vòng knock-out bắt đầu xuất hiện. Kể từ 2019, không còn trận tranh hạng ba.
Chữ in đậm thể hiện đội chủ nhà.
| Team              | Vô địch                    | Á quân                     | Hạng ba                          | Hạng tư        | Bán kết        | Số lần vào top 4 |
| ----------------- | -------------------------- | -------------------------- | -------------------------------- | -------------- | -------------- | ---------------- |
| Nhật Bản          | 4 (1992, 2000, 2004, 2011) | 1 (2019)                   | —                                | 1 (2007)       | —              | 6                |
| Ả Rập Xê Út       | 3 (1984, 1988, 1996)       | 3 (1992, 2000, 2007)       | —                                | —              | —              | 6                |
| Iran              | 3 (1968, 1972, 1976)       | —                          | 5 (1980, 1988, 1996, 2004, 2023) | 1 (1984)       | 2 (2019, 2023) | 11               |
| Hàn Quốc          | 2 (1956, 1960)             | 4 (1972, 1980, 1988, 2015) | 4 (1964, 2000, 2007, 2011)       | —              | 1 (2023)       | 11               |
| Qatar             | 2 (2019, 2023)             | —                          | —                                | —              | —              | 2                |
| Israel            | 1 (1964)                   | 2 (1956, 1960)             | 1 (1968)                         | —              | —              | 4                |
| Kuwait            | 1 (1980)                   | 1 (1976)                   | 1 (1984)                         | 1 (1996)       | —              | 4                |
| Úc                | 1 (2015)                   | 1 (2011)                   | —                                | —              | —              | 2                |
| Iraq              | 1 (2007)                   | —                          | —                                | 2 (1976, 2015) | —              | 3                |
| Trung Quốc        | —                          | 2 (1984, 2004)             | 2 (1976, 1992)                   | 2 (1988, 2000) | —              | 6                |
| UAE               | —                          | 1 (1996)                   | 1 (2015)                         | 1 (1992)       | 1 (2019)       | 4                |
| Ấn Độ             | —                          | 1 (1964)                   | —                                | —              | —              | 1                |
| Myanmar           | —                          | 1 (1968)                   | —                                | —              | —              | 1                |
| Jordan            | —                          | 1 (2023)                   | —                                | —              | —              | 1                |
| Hồng Kông         | —                          | —                          | 1 (1956)                         | 1 (1964)       | —              | 2                |
| Đài Bắc Trung Hoa | —                          | —                          | 1 (1960)                         | 1 (1968)       | —              | 2                |
| Thái Lan          | —                          | —                          | 1 (1972)                         | —              | —              | 1                |
| Việt Nam          | —                          | —                          | —                                | 2 (1956, 1960) | —              | 2                |
| Campuchia         | —                          | —                          | —                                | 1 (1972)       | —              | 1                |
| CHDCND Triều Tiên | —                          | —                          | —                                | 1 (1980)       | —              | 1                |
| Bahrain           | —                          | —                          | —                                | 1 (2004)       | —              | 1                |
| Uzbekistan        | —                          | —                          | —                                | 1 (2011)       | —              | 1                |

## Thống kê chung theo giải đấu
Nguồn:
| Năm  | Chủ nhà                                    | Vô địch     | Huấn luyện viên vô địch | Cầu thủ ghi bàn hàng đầu (bàn thắng)                           | Giải thưởng cầu thủ xuất sắc nhất |
| ---- | ------------------------------------------ | ----------- | ----------------------- | -------------------------------------------------------------- | --------------------------------- |
| 1956 | Hồng Kông                                  | Hàn Quốc    | Kim Sung-gan            | Nahum Stelmach (4)                                             | —                                 |
| 1960 | Hàn Quốc                                   | Hàn Quốc    | Kim Yong-sik            | Cho Yoon-ok (4)                                                | —                                 |
| 1964 | Israel                                     | Israel      | Yosef Merimovich        | Inder Singh (2) Mordechai Spiegler (2)                         | —                                 |
| 1968 | Iran                                       | Iran        | Mahmoud Bayati          | Homayoun Behzadi (4) Moshe Romano (4) Giora Spiegel (4)        | —                                 |
| 1972 | Thái Lan                                   | Iran        | Mohammad Ranjbar        | Hossein Kalani (5)                                             | Ebrahim Ashtiani                  |
| 1976 | Iran                                       | Iran        | Heshmat Mohajerani      | Gholam Hossein Mazloumi (3) Nasser Nouraei (3) Fathi Kamel (3) | Ali Parvin                        |
| 1980 | Kuwait                                     | Kuwait      | Carlos Alberto Parreira | Behtash Fariba (7) Choi Soon-ho (7)                            | —                                 |
| 1984 | Singapore                                  | Ả Rập Xê Út | Khalil Al-Zayani        | Giả Tú Toàn (3) Shahrokh Bayani (3) Nasser Mohammadkhani (3)   | Giả Tú Toàn                       |
| 1988 | Qatar                                      | Ả Rập Xê Út | Carlos Alberto Parreira | Lee Tae-ho (3)                                                 | Kim Joo-sung                      |
| 1992 | Nhật Bản                                   | Nhật Bản    | Hans Ooft               | Fahad Al-Bishi (3)                                             | Miura Kazuyoshi                   |
| 1996 | Các Tiểu vương quốc Ả Rập Thống nhất       | Ả Rập Xê Út | Nelo Vingada            | Ali Daei (8)                                                   | Khodadad Azizi                    |
| 2000 | Liban                                      | Nhật Bản    | Philippe Troussier      | Lee Dong-gook (6)                                              | Nanami Hiroshi                    |
| 2004 | Trung Quốc                                 | Nhật Bản    | Zico                    | A'ala Hubail (5) Ali Karimi (5)                                | Nakamura Shunsuke                 |
| 2007 | Indonesia · Malaysia · Thái Lan · Việt Nam | Iraq        | Jorvan Vieira           | Younis Mahmoud (4) Takahara Naohiro (4) Yasser Al-Qahtani (4)  | Younis Mahmoud                    |
| 2011 | Qatar                                      | Nhật Bản    | Alberto Zaccheroni      | Koo Ja-cheol (5)                                               | Honda Keisuke                     |
| 2015 | Úc                                         | Úc          | Ange Postecoglou        | Ali Mabkhout (5)                                               | Massimo Luongo                    |
| 2019 | Các Tiểu vương quốc Ả Rập Thống nhất       | Qatar       | Félix Sánchez           | Almoez Ali (9)                                                 | Almoez Ali                        |
| 2023 | TBD                                        | TBD         | TBD                     | TBD                                                            | TBD                               |

## Các đội tuyển lần đầu
| Năm  | Các đội tuyển lần đầu                            | Các đội tuyển lần đầu | Các đội tuyển lần đầu | Đội kế nhiệm |
| Năm  | Số đội                                           | Số                    | Tổng TL               | Đội kế nhiệm |
| ---- | ------------------------------------------------ | --------------------- | --------------------- | ------------ |
| 1956 | Hồng Kông, Israel, Hàn Quốc, Việt Nam Cộng hòa   | 4                     | 4                     |              |
| 1960 | Trung Hoa Dân Quốc                               | 1                     | 5                     |              |
| 1964 | Ấn Độ                                            | 1                     | 6                     |              |
| 1968 | Iran, Myanmar                                    | 2                     | 8                     |              |
| 1972 | Iraq, Cộng hòa Khmer, Kuwait, Thái Lan           | 4                     | 12                    |              |
| 1976 | Trung Quốc, Malaysia, Nam Yemen                  | 3                     | 15                    |              |
| 1980 | Bangladesh, CHDCND Triều Tiên, Qatar, Syria, UAE | 5                     | 20                    |              |
| 1984 | Ả Rập Xê Út, Singapore                           | 2                     | 22                    |              |
| 1988 | Bahrain, Nhật Bản                                | 2                     | 24                    |              |
| 1992 | Không                                            | 0                     | 24                    |              |
| 1996 | Indonesia, Uzbekistan                            | 2                     | 26                    |              |
| 2000 | Liban                                            | 1                     | 27                    |              |
| 2004 | Jordan, Oman, Turkmenistan                       | 3                     | 30                    |              |
| 2007 | Úc                                               | 1                     | 31                    | Việt Nam     |
| 2011 | Không                                            | 0                     | 31                    |              |
| 2015 | Palestine                                        | 1                     | 32                    |              |
| 2019 | Kyrgyzstan, Philippines, Yemen                   | 3                     | 35                    |              |
| 2023 | Tajikistan                                       | 1                     | 36                    |              |

## Kỷ lục tổng thể đội tuyển
Trong bảng xếp hạng này, 3 điểm được trao cho một trận thắng, 1 điểm cho một trận hòa và 0 điểm cho một trận thua. Theo quy ước thống kê trong bóng đá, các trận đấu được quyết định trong hiệp phụ được tính là trận thắng và trận thua, trong khi các trận đấu được quyết định bởi loạt sút luân lưu được tính là trận hòa. Các đội tuyển được xếp hạng theo tổng số điểm, sau đó theo hiệu số bàn thắng bại, sau đó theo số bàn thắng ghi được.
Tính đến Cúp bóng đá châu Á 2023
| Hạng | Đội tuyển         | Số lần tham dự | Số trận đã đấu | Thắng | Hòa | Thua | Bàn thắng | Bàn thua | Hiệu số | Điểm |
| ---- | ----------------- | -------------- | -------------- | ----- | --- | ---- | --------- | -------- | ------- | ---- |
| 1    | Iran              | 15             | 74             | 45    | 20  | 9    | 143       | 55       | +88     | 155  |
| 2    | Hàn Quốc          | 15             | 73             | 38    | 19  | 16   | 117       | 74       | +43     | 133  |
| 3    | Nhật Bản          | 10             | 53             | 33    | 12  | 8    | 104       | 52       | +52     | 111  |
| 4    | Ả Rập Xê Út       | 11             | 52             | 23    | 15  | 14   | 74        | 50       | +24     | 84   |
| 5    | Trung Quốc        | 13             | 59             | 23    | 15  | 21   | 88        | 66       | +22     | 84   |
| 6    | Qatar             | 11             | 46             | 19    | 12  | 15   | 66        | 52       | +14     | 69   |
| 7    | Iraq              | 10             | 42             | 18    | 7   | 17   | 54        | 52       | +2      | 61   |
| 8    | UAE               | 11             | 48             | 16    | 13  | 19   | 47        | 64       | -17     | 61   |
| 9    | Uzbekistan        | 8              | 33             | 15    | 7   | 11   | 49        | 50       | -1      | 52   |
| 10   | Kuwait            | 10             | 41             | 14    | 10  | 17   | 47        | 51       | -4      | 52   |
| 11   | Úc                | 5              | 26             | 15    | 5   | 6    | 49        | 17       | +32     | 50   |
| 12   | Jordan            | 5              | 22             | 10    | 7   | 5    | 30        | 18       | +12     | 37   |
| 13   | Syria             | 7              | 25             | 8     | 5   | 12   | 19        | 30       | -11     | 29   |
| 14   | Israel            | 4              | 13             | 9     | 0   | 4    | 28        | 15       | +13     | 27   |
| 15   | Bahrain           | 7              | 27             | 7     | 6   | 14   | 33        | 44       | -11     | 27   |
| 16   | Thái Lan          | 8              | 28             | 3     | 11  | 14   | 22        | 54       | -32     | 20   |
| 17   | Oman              | 5              | 16             | 3     | 5   | 8    | 12        | 20       | -8      | 14   |
| 18   | CHDCND Triều Tiên | 5              | 18             | 3     | 2   | 13   | 15        | 40       | -25     | 11   |
| 19   | Indonesia         | 5              | 16             | 3     | 2   | 11   | 13        | 38       | -25     | 11   |
| 20   | Ấn Độ             | 5              | 16             | 3     | 1   | 12   | 12        | 33       | -21     | 10   |
| 21   | Việt Nam          | 5              | 18             | 2     | 3   | 13   | 21        | 43       | -22     | 9    |
| 22   | Myanmar           | 1              | 4              | 2     | 1   | 1    | 5         | 4        | +1      | 7    |
| 23   | Malaysia          | 4              | 12             | 1     | 4   | 7    | 10        | 28       | -18     | 7    |
| 24   | Liban             | 3              | 9              | 1     | 3   | 5    | 8         | 17       | -9      | 6    |
| 25   | Palestine         | 3              | 10             | 1     | 3   | 6    | 7         | 21       | -14     | 6    |
| 26   | Tajikistan        | 1              | 5              | 1     | 2   | 2    | 3         | 4        | -1      | 5    |
| 27   | Đài Bắc Trung Hoa | 2              | 7              | 1     | 2   | 4    | 5         | 12       | -7      | 5    |
| 28   | Singapore         | 1              | 4              | 1     | 1   | 2    | 3         | 4        | -1      | 4    |
| 29   | Campuchia         | 1              | 5              | 1     | 1   | 3    | 8         | 10       | -2      | 4    |
| 30   | Kyrgyzstan        | 2              | 7              | 1     | 1   | 5    | 7         | 12       | -5      | 4    |
| 31   | Hồng Kông         | 4              | 13             | 0     | 3   | 10   | 10        | 30       | -20     | 3    |
| 32   | Turkmenistan      | 2              | 6              | 0     | 1   | 5    | 7         | 16       | -9      | 1    |
| 33   | Philippines       | 1              | 3              | 0     | 0   | 3    | 1         | 7        | -6      | 0    |
| 34   | Nam Yemen         | 1              | 2              | 0     | 0   | 2    | 0         | 9        | -9      | 0    |
| 35   | Yemen             | 1              | 3              | 0     | 0   | 3    | 0         | 10       | -10     | 0    |
| 36   | Bangladesh        | 1              | 4              | 0     | 0   | 4    | 2         | 17       | -15     | 0    |

- Việt Nam bao gồm Việt Nam Cộng hòa.

## Bảng huy chương (1956-2023)
| Hạng                | Đoàn                | Vàng | Bạc | Đồng | Tổng số |
| ------------------- | ------------------- | ---- | --- | ---- | ------- |
| 1                   | Nhật Bản            | 4    | 1   | 0    | 5       |
| 2                   | Ả Rập Xê Út         | 3    | 3   | 0    | 6       |
| 3                   | Iran                | 3    | 0   | 7    | 10      |
| 4                   | Hàn Quốc            | 2    | 4   | 5    | 11      |
| 5                   | Israel              | 1    | 2   | 1    | 4       |
| 6                   | Kuwait              | 1    | 1   | 1    | 3       |
| 7                   | Úc                  | 1    | 1   | 0    | 2       |
| 8                   | Iraq                | 1    | 0   | 0    | 1       |
| 8                   | Qatar               | 1    | 0   | 0    | 1       |
| 10                  | Trung Quốc          | 0    | 2   | 2    | 4       |
| 11                  | UAE                 | 0    | 1   | 1    | 2       |
| 12                  | Myanmar             | 0    | 1   | 0    | 1       |
| 12                  | Ấn Độ               | 0    | 1   | 0    | 1       |
| 14                  | Hồng Kông           | 0    | 0   | 1    | 1       |
| 14                  | Thái Lan            | 0    | 0   | 1    | 1       |
| 14                  | Đài Bắc Trung Hoa   | 0    | 0   | 1    | 1       |
| Tổng số (16 đơn vị) | Tổng số (16 đơn vị) | 17   | 17  | 20   | 54      |

## Kết quả toàn diện của đội tuyển theo giải đấu
Chú thích
| - 1st – Vô địch - 2nd – Á quân - 3rd – Hạng ba - 4th – Hạng tư - SF – Bán kết - QF – Tứ kết - R16 – Vòng 16 đội - GS – Vòng bảng | - Q – Vượt qua vòng loại cho giải đấu sắp tới - •• — Vượt qua vòng loại nhưng rút lui / Bị loại sau khi vòng loại - • — Không vượt qua vòng loại - × — Không tham gia / Rút lui từ Cúp châu Á - — Chủ nhà |

Đối với mỗi giải đấu, số đội trong mỗi giải đấu chung kết được hiển thị (trong dấu ngoặc đơn).
| Đội tuyển             | 1956 (4)                     | 1960 (4)                     | 1964 (4)                     | 1968 (5)                     | 1972 (6)                     | 1976 (6)                     | 1980 (10)                    | 1984 (10)                    | 1988 (10)                    | 1992 (8)                     | 1996 (12)                    | 2000 (12)          | 2004 (16)          | 2007 (16)          | 2011 (16)          | 2015 (16)          | 2019 (24)          | 2023 (24)          | 2027 (24)          | Tổng cộng |
| --------------------- | ---------------------------- | ---------------------------- | ---------------------------- | ---------------------------- | ---------------------------- | ---------------------------- | ---------------------------- | ---------------------------- | ---------------------------- | ---------------------------- | ---------------------------- | ------------------ | ------------------ | ------------------ | ------------------ | ------------------ | ------------------ | ------------------ | ------------------ | --------- |
| Thành viên Tây Á      |                              |                              |                              |                              |                              |                              |                              |                              |                              |                              |                              |                    |                    |                    |                    |                    |                    |                    |                    |           |
| Bahrain               | Một phần của Anh Quốc        | Một phần của Anh Quốc        | Một phần của Anh Quốc        | ×                            | •                            | ×                            | ••                           | ×                            | GS                           | •                            | ×                            | •                  | 4th                | GS                 | GS                 | GS                 | R16                | Q                  |                    | 7         |
| Iraq                  | Không phải là thành viên AFC | Không phải là thành viên AFC | Không phải là thành viên AFC | Không phải là thành viên AFC | GS                           | 4th                          | ×                            | ×                            | ×                            | ×                            | QF                           | QF                 | QF                 | 1st                | QF                 | 4th                | R16                | Q                  |                    | 10        |
| Jordan                | Không phải là thành viên AFC | Không phải là thành viên AFC | Không phải là thành viên AFC | Không phải là thành viên AFC | •                            | ×                            | ×                            | •                            | •                            | ×                            | •                            | •                  | QF                 | •                  | QF                 | GS                 | R16                | Q                  |                    | 5         |
| Kuwait                | Không phải là thành viên AFC | Không phải là thành viên AFC | Không phải là thành viên AFC | ×                            | GS                           | 2nd                          | 1st                          | 3rd                          | GS                           | •                            | 4th                          | QF                 | GS                 | •                  | GS                 | GS                 | ×                  | •                  |                    | 10        |
| Liban                 | Không phải là thành viên AFC | Không phải là thành viên AFC | Không phải là thành viên AFC | ×                            | •                            | ×                            | •                            | ×                            | ×                            | ×                            | •                            | GS                 | •                  | ×                  | •                  | •                  | GS                 | Q                  |                    | 3         |
| Oman                  | Không phải là thành viên AFC | Không phải là thành viên AFC | Không phải là thành viên AFC | Không phải là thành viên AFC | Không phải là thành viên AFC | Không phải là thành viên AFC | Không phải là thành viên AFC | •                            | ×                            | •                            | •                            | •                  | GS                 | GS                 | •                  | GS                 | R16                | Q                  |                    | 5         |
| Palestine             | Không phải là thành viên AFC | Không phải là thành viên AFC | Không phải là thành viên AFC | Không phải là thành viên AFC | Không phải là thành viên AFC | Không phải là thành viên AFC | Không phải là thành viên AFC | Không phải là thành viên AFC | Không phải là thành viên AFC | Không phải là thành viên AFC | Không phải là thành viên AFC | •                  | •                  | •                  | •                  | GS                 | GS                 | Q                  |                    | 3         |
| Qatar                 | Một phần của Anh Quốc        | Một phần của Anh Quốc        | Một phần của Anh Quốc        | Một phần của Anh Quốc        | Một phần của Anh Quốc        | •                            | GS                           | GS                           | GS                           | GS                           | •                            | QF                 | GS                 | GS                 | QF                 | GS                 | 1st                | Q                  |                    | 11        |
| Ả Rập Xê Út           | Không phải là thành viên AFC | Không phải là thành viên AFC | Không phải là thành viên AFC | Không phải là thành viên AFC | Không phải là thành viên AFC | ••                           | ×                            | 1st                          | 1st                          | 2nd                          | 1st                          | 2nd                | GS                 | 2nd                | GS                 | GS                 | R16                | Q                  | Q                  | 12        |
| Syria                 | Không phải là thành viên AFC | Không phải là thành viên AFC | Không phải là thành viên AFC | Không phải là thành viên AFC | •                            | ×                            | GS                           | GS                           | GS                           | •                            | GS                           | •                  | •                  | •                  | GS                 | •                  | GS                 | Q                  |                    | 7         |
| UAE                   | Một phần của Anh Quốc        | Một phần của Anh Quốc        | Một phần của Anh Quốc        | Một phần của Anh Quốc        | Một phần của Anh Quốc        | ×                            | GS                           | GS                           | GS                           | 4th                          | 2nd                          | •                  | GS                 | GS                 | GS                 | 3rd                | SF                 | Q                  |                    | 11        |
| Yemen                 | Không phải là thành viên AFC | Không phải là thành viên AFC | Không phải là thành viên AFC | Không phải là thành viên AFC | Không phải là thành viên AFC | Không phải là thành viên AFC | Không phải là thành viên AFC | •                            | •                            | ×                            | •                            | •                  | •                  | •                  | •                  | •                  | GS                 | •                  |                    | 1         |
| Thành viên Trung Á    |                              |                              |                              |                              |                              |                              |                              |                              |                              |                              |                              |                    |                    |                    |                    |                    |                    |                    |                    |           |
| Iran                  | ×                            | •                            | ×                            | 1st                          | 1st                          | 1st                          | 3rd                          | 4th                          | 3rd                          | GS                           | 3rd                          | QF                 | 3rd                | QF                 | QF                 | QF                 | SF                 | Q                  |                    | 15        |
| Kyrgyzstan            | Một phần của Liên Xô         | Một phần của Liên Xô         | Một phần của Liên Xô         | Một phần của Liên Xô         | Một phần của Liên Xô         | Một phần của Liên Xô         | Một phần của Liên Xô         | Một phần của Liên Xô         | Một phần của Liên Xô         |                              | •                            | •                  | •                  | ×                  | •                  | •                  | R16                | Q                  |                    | 2         |
| Tajikistan            | Một phần của Liên Xô         | Một phần của Liên Xô         | Một phần của Liên Xô         | Một phần của Liên Xô         | Một phần của Liên Xô         | Một phần của Liên Xô         | Một phần của Liên Xô         | Một phần của Liên Xô         | Một phần của Liên Xô         |                              | •                            | •                  | •                  | ×                  | •                  | •                  | •                  | Q                  |                    | 1         |
| Turkmenistan          | Một phần của Liên Xô         | Một phần của Liên Xô         | Một phần của Liên Xô         | Một phần của Liên Xô         | Một phần của Liên Xô         | Một phần của Liên Xô         | Một phần của Liên Xô         | Một phần của Liên Xô         | Một phần của Liên Xô         |                              | •                            | •                  | GS                 | ×                  | •                  | •                  | GS                 | •                  |                    | 2         |
| Uzbekistan            | Một phần của Liên Xô         | Một phần của Liên Xô         | Một phần của Liên Xô         | Một phần của Liên Xô         | Một phần của Liên Xô         | Một phần của Liên Xô         | Một phần của Liên Xô         | Một phần của Liên Xô         | Một phần của Liên Xô         |                              | GS                           | GS                 | QF                 | QF                 | 4th                | QF                 | R16                | Q                  |                    | 8         |
| Thành viên Nam Á      |                              |                              |                              |                              |                              |                              |                              |                              |                              |                              |                              |                    |                    |                    |                    |                    |                    |                    |                    |           |
| Bangladesh            | Một phần của Pakistan        | Một phần của Pakistan        | Một phần của Pakistan        | Một phần của Pakistan        |                              | ×                            | GS                           | •                            | •                            | •                            | ×                            | •                  | •                  | •                  | •                  | •                  | •                  | •                  |                    | 1         |
| Ấn Độ                 | ×                            | •                            | 2nd                          | •                            | ×                            | ×                            | ×                            | GS                           | •                            | •                            | •                            | •                  | •                  | •                  | GS                 | •                  | GS                 | Q                  |                    | 5         |
| Thành viên Đông Á     |                              |                              |                              |                              |                              |                              |                              |                              |                              |                              |                              |                    |                    |                    |                    |                    |                    |                    |                    |           |
| Trung Quốc            | Không phải là thành viên AFC | Không phải là thành viên AFC | Không phải là thành viên AFC | Không phải là thành viên AFC | Không phải là thành viên AFC | 3rd                          | GS                           | 2nd                          | 4th                          | 3rd                          | QF                           | 4th                | 2nd                | GS                 | GS                 | QF                 | QF                 | Q                  |                    | 13        |
| Đài Bắc Trung Hoa     | •                            | 3rd                          | ×                            | 4th                          | ×                            | ×                            | Thành viên OFC               | Thành viên OFC               | Thành viên OFC               | •                            | •                            | •                  | •                  | •                  | •                  | •                  | •                  | •                  |                    | 2         |
| Hồng Kông             | 3rd                          | •                            | 4th                          | 5th                          | •                            | •                            | •                            | •                            | •                            | •                            | •                            | •                  | •                  | •                  | •                  | •                  | •                  | Q                  |                    | 4         |
| Nhật Bản              | ×                            | ×                            | ×                            | •                            | ×                            | •                            | ×                            | ×                            | GS                           | 1st                          | QF                           | 1st                | 1st                | 4th                | 1st                | QF                 | 2nd                | Q                  |                    | 10        |
| CHDCND Triều Tiên     | Không phải là thành viên AFC | Không phải là thành viên AFC | Không phải là thành viên AFC | Không phải là thành viên AFC | Không phải là thành viên AFC | ••                           | 4th                          | ×                            | •                            | GS                           | ×                            | •                  | •                  | ×                  | GS                 | GS                 | GS                 | ×                  |                    | 5         |
| Hàn Quốc              | 1st                          | 1st                          | 3rd                          | •                            | 2nd                          | •                            | 2nd                          | GS                           | 2nd                          | •                            | QF                           | 3rd                | QF                 | 3rd                | 3rd                | 2nd                | QF                 | Q                  |                    | 15        |
| Thành viên Đông Nam Á |                              |                              |                              |                              |                              |                              |                              |                              |                              |                              |                              |                    |                    |                    |                    |                    |                    |                    |                    |           |
| Úc                    | Thành viên OFC               | Thành viên OFC               | Thành viên OFC               | Thành viên OFC               | Thành viên OFC               | Thành viên OFC               | Thành viên OFC               | Thành viên OFC               | Thành viên OFC               | Thành viên OFC               | Thành viên OFC               | Thành viên OFC     | Thành viên OFC     | QF                 | 2nd                | 1st                | QF                 | Q                  |                    | 5         |
| Campuchia             | •                            | ×                            | ×                            | •                            | 4th                          | ×                            | ×                            | ×                            | ×                            | ×                            | ×                            | •                  | ×                  | ×                  | •                  | •                  | •                  | •                  |                    | 1         |
| Indonesia             | ×                            | ×                            | ×                            | •                            | •                            | •                            | •                            | •                            | •                            | •                            | GS                           | GS                 | GS                 | GS                 | •                  | •                  | ×                  | Q                  |                    | 5         |
| Malaysia              | •                            | •                            | •                            | •                            | •                            | GS                           | GS                           | •                            | •                            | •                            | •                            | •                  | •                  | GS                 | •                  | •                  | •                  | Q                  |                    | 4         |
| Myanmar               | ×                            | ×                            | ×                            | 2nd                          | ×                            | ×                            | ×                            | ×                            | ×                            | ×                            | •                            | •                  | •                  | ×                  | •                  | •                  | •                  | •                  |                    | 1         |
| Philippines           | •                            | •                            | ×                            | •                            | ×                            | ×                            | •                            | •                            | ×                            | ×                            | •                            | •                  | ×                  | ×                  | •                  | •                  | GS                 | •                  |                    | 1         |
| Singapore             | ×                            | •                            | ×                            | •                            | ×                            | •                            | •                            | GS                           | ×                            | •                            | •                            | •                  | •                  | •                  | •                  | •                  | •                  | •                  |                    | 1         |
| Thái Lan              | ×                            | ×                            | •                            | •                            | 3rd                          | ••                           | •                            | •                            | •                            | GS                           | GS                           | GS                 | GS                 | GS                 | •                  | •                  | R16                | Q                  |                    | 8         |
| Việt Nam              | 4th                          | 4th                          | •                            | •                            | •                            | •                            | ×                            | ×                            | ×                            | ×                            | •                            | •                  | •                  | QF                 | •                  | •                  | QF                 | Q                  |                    | 5         |
| Cựu thành viên AFC    |                              |                              |                              |                              |                              |                              |                              |                              |                              |                              |                              |                    |                    |                    |                    |                    |                    |                    |                    |           |
| Israel                | 2nd                          | 2nd                          | 1st                          | 3rd                          | ••                           | Bị trục xuất khỏi AFC        | Bị trục xuất khỏi AFC        | Bị trục xuất khỏi AFC        | Bị trục xuất khỏi AFC        | Thành viên UEFA              | Thành viên UEFA              | Thành viên UEFA    | Thành viên UEFA    | Thành viên UEFA    | Thành viên UEFA    | Thành viên UEFA    | Thành viên UEFA    | Thành viên UEFA    | Thành viên UEFA    | 4         |
| Nam Yemen             |                              |                              |                              |                              |                              | GS                           | ×                            | ×                            | •                            | Một phần của Yemen           | Một phần của Yemen           | Một phần của Yemen | Một phần của Yemen | Một phần của Yemen | Một phần của Yemen | Một phần của Yemen | Một phần của Yemen | Một phần của Yemen | Một phần của Yemen | 1         |

## Kết quả của các nước chủ nhà
| Năm  | Nước chủ nhà | Kết thúc  |
| ---- | ------------ | --------- |
| 1956 | Hồng Kông    | Hạng ba   |
| 1960 | Hàn Quốc     | Vô địch   |
| 1964 | Israel       | Vô địch   |
| 1968 | Iran         | Vô địch   |
| 1972 | Thái Lan     | Hạng ba   |
| 1976 | Iran         | Vô địch   |
| 1980 | Kuwait       | Vô địch   |
| 1984 | Singapore    | Vòng bảng |
| 1988 | Qatar        | Vòng bảng |
| 1992 | Nhật Bản     | Vô địch   |
| 1996 | UAE          | Á quân    |
| 2000 | Liban        | Vòng bảng |
| 2004 | Trung Quốc   | Á quân    |
| 2007 | Indonesia    | Vòng bảng |
| 2007 | Malaysia     | Vòng bảng |
| 2007 | Thái Lan     | Vòng bảng |
| 2007 | Việt Nam     | Tứ kết    |
| 2011 | Qatar        | Tứ kết    |
| 2015 | Úc           | Vô địch   |
| 2019 | UAE          | Bán kết   |
| 2023 | Qatar        | Vô địch   |

## Kết quả đương kim đội tuyển lọt vào chung kết
| Năm  | Đương kim vô địch | Kết thúc | Đương kim á quân | Kết thúc                 |
| ---- | ----------------- | -------- | ---------------- | ------------------------ |
| 1960 | Hàn Quốc          | Vô địch  | Israel           | Á quân                   |
| 1964 | Hàn Quốc          | Hạng ba  | Israel           | Vô địch                  |
| 1968 | Israel            | Hạng ba  | Ấn Độ            | Không vượt qua vòng loại |
| 1972 | Iran              | Vô địch  | Miến Điện        | Rút lui                  |
| 1976 | Iran              | Vô địch  | Hàn Quốc         | Không vượt qua vòng loại |
| 1980 | Iran              | Hạng ba  | Kuwait           | Vô địch                  |
| 1984 | Kuwait            | Hạng ba  | Hàn Quốc         | Vòng bảng                |
| 1988 | Ả Rập Xê Út       | Vô địch  | Trung Quốc       | Hạng tư                  |
| 1992 | Ả Rập Xê Út       | Á quân   | Hàn Quốc         | Không vượt qua vòng loại |
| 1996 | Nhật Bản          | Tứ kết   | Ả Rập Xê Út      | Vô địch                  |
| 2000 | Ả Rập Xê Út       | Á quân   | UAE              | Không vượt qua vòng loại |
| 2004 | Nhật Bản          | Vô địch  | Ả Rập Xê Út      | Vòng bảng                |
| 2007 | Nhật Bản          | Hạng tư  | Trung Quốc       | Vòng bảng                |
| 2011 | Iraq              | Tứ kết   | Ả Rập Xê Út      | Vòng bảng                |
| 2015 | Nhật Bản          | Tứ kết   | Úc               | Vô địch                  |
| 2019 | Úc                | Tứ kết   | Hàn Quốc         | Tứ kết                   |
| 2023 | Qatar             | Vô địch  | Nhật Bản         | Tứ kết                   |

## Các đội tuyển chưa vượt qua vòng loại tham dự vòng chung kết
Dưới đây là có 13 đội tuyển của thành viên AFC hiện tại chưa bao giờ vượt qua vòng loại tham dự Cúp châu Á.
Chú thích
- •  – Không vượt qua vòng loại
- ×  – Không tham gia / Rút lui / Bị cấm

Đối với mỗi giải đấu, số đội trong mỗi giải đấu chung kết được hiển thị (trong dấu ngoặc đơn).
| Đội tuyển             | 1956 (4)                     | 1960 (4)                     | 1964 (4)                     | 1968 (5)                     | 1972 (6)                     | 1976 (6)                     | 1980 (10)                    | 1984 (10)                    | 1988 (10)                    | 1992 (8)                     | 1996 (12)                    | 2000 (12)                    | 2004 (16)                    | 2007 (16)                    | 2011 (16)         | 2015 (16)         | 2019 (24)         | 2023 (24)         | Lần tham dự |
| --------------------- | ---------------------------- | ---------------------------- | ---------------------------- | ---------------------------- | ---------------------------- | ---------------------------- | ---------------------------- | ---------------------------- | ---------------------------- | ---------------------------- | ---------------------------- | ---------------------------- | ---------------------------- | ---------------------------- | ----------------- | ----------------- | ----------------- | ----------------- | ----------- |
| Thành viên Trung Á    |                              |                              |                              |                              |                              |                              |                              |                              |                              |                              |                              |                              |                              |                              |                   |                   |                   |                   |             |
| Afghanistan           | ×                            | ×                            | ×                            | ×                            | ×                            | •                            | •                            | •                            | ×                            | ×                            | ×                            | ×                            | •                            | ×                            | ×                 | ×                 | •                 | •                 | 6           |
| Thành viên Nam Á      |                              |                              |                              |                              |                              |                              |                              |                              |                              |                              |                              |                              |                              |                              |                   |                   |                   |                   |             |
| Bhutan                | ×                            | ×                            | ×                            | ×                            | ×                            | ×                            | ×                            | ×                            | ×                            | ×                            | ×                            | •                            | •                            | ×                            | ×                 | ×                 | •                 | •                 | 4           |
| Maldives              | Một phần của Anh Quốc        | Một phần của Anh Quốc        | Một phần của Anh Quốc        | ×                            | ×                            | ×                            | ×                            | ×                            | ×                            | ×                            | •                            | •                            | •                            | ×                            | •                 | ×                 | •                 | •                 | 6           |
| Nepal                 | Không phải là thành viên AFC | Không phải là thành viên AFC | Không phải là thành viên AFC | Không phải là thành viên AFC | ×                            | ×                            | ×                            | •                            | •                            | ×                            | •                            | •                            | •                            | ×                            | •                 | •                 | •                 | •                 | 9           |
| Pakistan              | ×                            | •                            | ×                            | •                            | ×                            | ×                            | ×                            | •                            | •                            | •                            | •                            | •                            | •                            | •                            | ×                 | ×                 | •                 | •                 | 11          |
| Sri Lanka             | ×                            | ×                            | ×                            | ×                            | ×                            | ×                            | ×                            | ×                            | ×                            | ×                            | •                            | •                            | •                            | ×                            | •                 | •                 | •                 | •                 | 7           |
| Thành viên Đông Á     |                              |                              |                              |                              |                              |                              |                              |                              |                              |                              |                              |                              |                              |                              |                   |                   |                   |                   |             |
| Guam                  | ×                            | ×                            | ×                            | ×                            | ×                            | ×                            | ×                            | ×                            | ×                            | ×                            | •                            | •                            | •                            | ×                            | •                 | ×                 | ×                 | •                 | 4           |
| Ma Cao                | ×                            | ×                            | ×                            | ×                            | ×                            | ×                            | •                            | ×                            | ×                            | •                            | •                            | •                            | •                            | •                            | •                 | •                 | •                 | •                 | 10          |
| Mông Cổ               | Không phải là thành viên AFC | Không phải là thành viên AFC | Không phải là thành viên AFC | Không phải là thành viên AFC | Không phải là thành viên AFC | Không phải là thành viên AFC | Không phải là thành viên AFC | Không phải là thành viên AFC | Không phải là thành viên AFC | Không phải là thành viên AFC | Không phải là thành viên AFC | •                            | •                            | ×                            | •                 | •                 | •                 | •                 | 6           |
| Quần đảo Bắc Mariana  | Không phải là thành viên AFC | Không phải là thành viên AFC | Không phải là thành viên AFC | Không phải là thành viên AFC | Không phải là thành viên AFC | Không phải là thành viên AFC | Không phải là thành viên AFC | Không phải là thành viên AFC | Không phải là thành viên AFC | Không phải là thành viên AFC | Không phải là thành viên AFC | Không phải là thành viên AFC | Không phải là thành viên AFC | Không phải là thành viên AFC | ×                 | •                 | ×                 | ×                 | 1           |
| Thành viên Đông Nam Á |                              |                              |                              |                              |                              |                              |                              |                              |                              |                              |                              |                              |                              |                              |                   |                   |                   |                   |             |
| Brunei                | ×                            | ×                            | ×                            | ×                            | •                            | •                            | ×                            | ×                            | ×                            | ×                            | ×                            | •                            | •                            | ×                            | •                 | ×                 | •                 | •                 | 7           |
| Lào                   | ×                            | ×                            | ×                            | ×                            | ×                            | ×                            | ×                            | ×                            | ×                            | ×                            | ×                            | •                            | •                            | ×                            | ×                 | •                 | •                 | •                 | 5           |
| Đông Timor            | Một phần của Bồ Đào Nha      | Một phần của Bồ Đào Nha      | Một phần của Bồ Đào Nha      | Một phần của Bồ Đào Nha      | Một phần của Bồ Đào Nha      | Một phần của Indonesia       | Một phần của Indonesia       | Một phần của Indonesia       | Một phần của Indonesia       | Một phần của Indonesia       | Một phần của Indonesia       | Một phần của Indonesia       | •                            | ×                            | ×                 | ×                 | •                 | ×                 | 2           |
| Cựu thành viên        |                              |                              |                              |                              |                              |                              |                              |                              |                              |                              |                              |                              |                              |                              |                   |                   |                   |                   |             |
| Kazakhstan            | Một phần của Liên Xô         | Một phần của Liên Xô         | Một phần của Liên Xô         | Một phần của Liên Xô         | Một phần của Liên Xô         | Một phần của Liên Xô         | Một phần của Liên Xô         | Một phần của Liên Xô         | Một phần của Liên Xô         | Một phần của Liên Xô         | •                            | •                            | Một phần của UEFA            | Một phần của UEFA            | Một phần của UEFA | Một phần của UEFA | Một phần của UEFA | Một phần của UEFA | 2           |

Kazakhstan đã thi đấu ở hai giải đấu vòng loại trước khi gia nhập UEFA vào năm 2002, nhưng chưa bao giờ vượt qua vòng loại tham dự Cúp châu Á.

## Hạn hán Cúp bóng đá châu Á hoạt động lâu nhất
Đây là danh sách hạn hán liên quan đến việc các đội tuyển quốc gia tham dự Cúp bóng đá châu Á.

Không bao gồm các đội tuyển chưa góp mặt lần đầu, các đội tuyển không còn tồn tại hoặc các đội tuyển không còn là thành viên của AFC.
| Đội tuyển         | Tham dự cuối cùng | AC bị bỏ lỡ |
| ----------------- | ----------------- | ----------- |
| Đài Bắc Trung Hoa | 1968              | 14          |
| Myanmar           | 1968              | 14          |
| Campuchia         | 1972              | 13          |
| Bangladesh        | 1980              | 11          |
| Singapore         | 1984              | 10          |
| Kuwait            | 2015              | 2           |
| CHDCND Triều Tiên | 2019              | 1           |
| Philippines       | 2019              | 1           |
| Turkmenistan      | 2019              | 1           |
| Yemen             | 2019              | 1           |

### Hạn hán trước đây
Đã cập nhật đến ngày 15 tháng 6 năm 2022, bao gồm cả vòng loại cho Cúp bóng đá châu Á 2023. Không bao gồm các đội tuyển chưa tham dự lần đầu tiên hoặc các đội tuyển không còn tồn tại.
| Đội tuyển         | Tham dự lần trước | Tham dự tiếp theo | AC bị bỏ lỡ |
| ----------------- | ----------------- | ----------------- | ----------- |
| Đài Bắc Trung Hoa | 1968              | active            | 14          |
| Myanmar           | 1968              | active            | 14          |
| Hồng Kông         | 1968              | 2023              | 13          |
| Campuchia         | 1972              | active            | 13          |
| Việt Nam1         | 1960              | 2007              | 11          |
| Bangladesh        | 1980              | active            | 11          |
| Singapore         | 1984              | active            | 10          |
| Malaysia          | 1980              | 2007              | 6           |
| Ấn Độ             | 1984              | 2011              | 6           |
| Iraq              | 1976              | 1996              | 4           |
| Thái Lan          | 1972              | 1992              | 4           |
| CHDCND Triều Tiên | 1992              | 2011              | 4           |
| Liban             | 2000              | 2019              | 4           |
| Bahrain           | 1988              | 2004              | 3           |
| Syria             | 1996              | 2011              | 3           |
| Turkmenistan      | 2004              | 2019              | 3           |
| Indonesia         | 2007              | 2023              | 3           |
| Kuwait            | 2015              | active            | 2           |
| Jordan            | 2004              | 2011              | 1           |
| Oman              | 2007              | 2015              | 1           |

4 Xem xét kết quả của Việt Nam Cộng hòa được cho là do Việt Nam thống nhất.

### Kỷ lục khác
- Chỉ có ba đội tuyển đã vô địch giải đấu trong tham dự lần đầu của họ:[9]
  - Hàn Quốc (1956)
  - Iran (1968)
  - Ả Rập Xê Út (1984)
- Iran giữ kỷ lục về số trận đấu đã thi đấu nhiều nhất với 68 trận.[10]
- Chỉ có Iran đã giành chiến thắng ba trận chung kết liên tiếp của Cúp bóng đá châu Á.[10]

## Kỷ lục cá nhân

### Tổng thể các cầu thủ ghi bàn hàng đầu
Các cầu thủ trong chữ đậm vẫn đang hoạt động ở cấp quốc tế.
| Hạng | Cầu thủ            | Quốc gia    | Số bàn |
| ---- | ------------------ | ----------- | ------ |
| 1    | Ali Daei           | Iran        | 14     |
| 2    | Lee Dong-gook      | Hàn Quốc    | 10     |
| 3    | Takahara Naohiro   | Nhật Bản    | 9      |
| 3    | Ali Mabkhout       | UAE         | 9      |
| 3    | Almoez Ali         | Qatar       | 9      |
| 6    | Jasem Al-Huwaidi   | Kuwait      | 8      |
| 6    | Younis Mahmoud     | Iraq        | 8      |
| 8    | Hossein Kalani     | Iran        | 7      |
| 8    | Faisal Al-Dakhil   | Kuwait      | 7      |
| 8    | Behtash Fariba     | Iran        | 7      |
| 8    | Choi Soon-ho       | Hàn Quốc    | 7      |
| 12   | Yasser Al-Qahtani  | Ả Rập Xê Út | 6      |
| 12   | Alexander Geynrikh | Uzbekistan  | 6      |
| 12   | Tim Cahill         | Úc          | 6      |
| 12   | Ahmed Khalil       | UAE         | 6      |
| 12   | Sardar Azmoun      | Iran        | 6      |
| 17   | Hwang Sun-hong     | Hàn Quốc    | 5      |
| 17   | Nishizawa Akinori  | Nhật Bản    | 5      |
| 17   | Ali Karimi         | Iran        | 5      |
| 17   | Thiệu Giai Nhất    | Trung Quốc  | 5      |
| 17   | A'ala Hubail       | Bahrain     | 5      |
| 17   | Ismail Abdullatif  | Bahrain     | 5      |
| 17   | Koo Ja-cheol       | Hàn Quốc    | 5      |

### Cầu thủ ghi bàn hàng đầu trong một giải đấu
Các cầu thủ trong chữ đậm vẫn đang hoạt động ở cấp quốc tế.
| Số bàn | Cầu thủ        | Đại diện | Năm  | Tk.    |
| ------ | -------------- | -------- | ---- | ------ |
| 9      | Almoez Ali     | Qatar    | 2019 | [ 11 ] |
| 8      | Ali Daei       | Iran     | 1996 | [ 12 ] |
| 7      | Behtash Fariba | Iran     | 1980 | [ 13 ] |
| 7      | Choi Soon-ho   | Hàn Quốc | 1980 | [ 13 ] |
| 6      | Lee Dong-gook  | Hàn Quốc | 2000 | [ 14 ] |
| 5      | Hossein Kalani | Iran     | 1972 | [ 15 ] |
| 5      | A'ala Hubail   | Bahrain  | 2004 | [ 16 ] |
| 5      | Ali Karimi     | Iran     | 2004 | [ 16 ] |
| 5      | Koo Ja-cheol   | Hàn Quốc | 2011 | [ 17 ] |
| 5      | Ali Mabkhout   | UAE      | 2015 | [ 18 ] |

### Trận thắng nhiều giải đấu nhất
| Số lần | Cầu thủ             | Đại diện | Các năm          |
| ------ | ------------------- | -------- | ---------------- |
| 3      | Parviz Ghelichkhani | Iran     | 1968, 1972, 1976 |

### Tham dự nhiều giải đấu nhất
Bảng liệt kê những cầu thủ đã tham dự bốn lần trở lên trong giải đấu.
| Giải đấu | Cầu thủ          | Các năm                      |
| -------- | ---------------- | ---------------------------- |
| 5        | Ignatiy Nesterov | 2004, 2007, 2011, 2015, 2019 |
| 4        | Masoud Shojaei   | 2007, 2011, 2015, 2019       |
| 4        | Waleed Abdullah  | 2007, 2011, 2015, 2019       |
| 4        | Anzur Ismailov   | 2007, 2011, 2015, 2019       |
| 4        | Amer Shafi       | 2004, 2011, 2015, 2019       |
| 4        | Trịnh Chí        | 2004, 2007, 2015, 2019       |
| 4        | Ahmed Kano       | 2004, 2007, 2015, 2019       |
| 4        | Ismail Matar     | 2004, 2007, 2011, 2019       |
| 4        | Marat Bikmaev    | 2004, 2007, 2011, 2019       |
| 4        | Javad Nekounam   | 2004, 2007, 2011, 2015       |
| 4        | Younis Mahmoud   | 2004, 2007, 2011, 2015       |
| 4        | Endō Yasuhito    | 2004, 2007, 2011, 2015       |
| 4        | Bilal Mohammed   | 2004, 2007, 2011, 2015       |
| 4        | Saud Kariri      | 2004, 2007, 2011, 2015       |
| 4        | Server Djeparov  | 2004, 2007, 2011, 2015       |
| 4        | Timur Kapadze    | 2004, 2007, 2011, 2015       |
| 4        | Mehdi Mahdavikia | 1996, 2000, 2004, 2007       |
| 4        | Lý Minh          | 1992, 1996, 2000, 2004       |
| 4        | Adnan Al-Talyani | 1984, 1988, 1992, 1996       |

Younis Mahmoud là cầu thủ duy nhất trong lịch sử giải đấu ghi được một bàn thắng trong bốn giải đấu riêng biệt.
Nguồn:

### Số bàn thắng nhanh nhất được ghi từ trận đá chính
Chỉ có ba bàn thắng trong lịch sử giải đấu được ghi bàn trong phút đầu tiên của các trận đấu tương ứng của họ.
- Ali Mabkhout (trong trận gặp Bahrain) tại kỳ năm 2015 trong 14 giây
- Fathi Kameel (trong trận gặp Trung Quốc) tại kỳ năm 1976 trong 20 giây
- Tạ Vu Tân (trong trận gặp Nhật Bản) tại kỳ năm 1992 trong 20 giây

Nguồn:

## Kỷ lục trận đấu

### Khán giả theo năm
| Năm  | Số trận | Khán giả | Khán giả   | Khán giả                                      | Khán giả         | Khán giả | Khán giả              | Khán giả                | Khán giả |
| Năm  | Số trận | Tổng số  | Trung bình | Thấp nhất                                     |                  |          | Cao nhất              |                         |          |
| ---- | ------- | -------- | ---------- | --------------------------------------------- | ---------------- | -------- | --------------------- | ----------------------- | -------- |
| 1992 | 16      | 316.496  | 19.781     | KSA – QAT · KSA – THA                         | Vòng bảng        | 4.000    | JPN – KSA             | Chung kết               | 60.000   |
| 1996 | 26      | 448.000  | 17.231     | KOR – IDN · JPN – CHN · UZB – SYR · KUW – JPN | Vòng bảng Tứ kết | 2.000    | IRN – KUW · UAE – KSA | Tranh hạng ba Chung kết | 60.000   |
| 2000 | 26      | 276.488  | 10.634     | KOR – IDN                                     | Vòng bảng        | 500      | LIB – IRN             | Vòng bảng               | 52.418   |
| 2004 | 32      | 937.650  | 29.302     | QAT – IDN                                     | Vòng bảng        | 5.000    | CHN – JPN             | Chung kết               | 62.000   |
| 2007 | 32      | 724.222  | 22.632     | OMA – IRQ · KSA – BHR                         | Vòng bảng        | 500      | KSA – IDN · IDN – KOR | Vòng bảng               | 88.000   |
| 2011 | 32      | 405.361  | 12.668     | KSA – JPN                                     | Vòng bảng        | 2.022    | QAT – UZB             | Vòng bảng               | 47.413   |
| 2015 | 32      | 649.705  | 20.304     | QAT – BHR                                     | Vòng bảng        | 4.841    | KOR – AUS             | Chung kết               | 76.385   |
| 2019 | 51      | 644.307  | 12.633     | PRK – QAT                                     | Vòng bảng        | 452      | UAE – IND             | Vòng bảng               | 43.206   |

### Khán giả cao nhất
- Số khán giả tham dự cao nhất từng được ghi nhận chính thức là 100.000 người trong trận chung kết Cúp bóng đá châu Á 1976 giữa Iran và Kuwait.[10]

### Khán giả thấp nhất
- Số khán giả tham dự thấp nhất từng được ghi nhận chính thức là 300 người trong trận đấu vòng bảng Cúp bóng đá châu Á 1980 giữa Bắc Triều Tiên và Bangladesh.[21]

## Các giải thưởng

### Giải thưởng giải phong cách
- 1956–1980: không trao giải
- 1984:  Trung Quốc
- 1988–1992: không trao giải
- 1996:  Iran
- 2000:  Ả Rập Xê Út
- 2004:  Trung Quốc
- 2007:  Nhật Bản
- 2011:  Hàn Quốc
- 2015:  Úc[22]
- 2019:  Nhật Bản

### Đội hình tiêu biểu của giải đấu
| Kỳ năm            | Thủ môn                                        | Hậu vệ                                                                                                   | Tiền vệ | Tiền đạo                                                                            |
| ----------------- | ---------------------------------------------- | --- | --- | ----------------------------------------------------------------------------------- |
| 1980              | Nasser Hejazi                                  | Naeem Saad Soh Chin Aun Mahboub Juma'a Mehdi Dinvarzadeh                                                 | Abdolreza Barzegari Saad Al-Houti Lee Young-moo                                                                       | Choi Soon-ho Faisal Al-Dakhil Jasem Yaqoub                                          |
| 1984              | Không xác định hoặc không trao giải            | Không xác định hoặc không trao giải                                                                      | Không xác định hoặc không trao giải                                                                                   | Không xác định hoặc không trao giải                                                 |
| 1988 (18 cầu thủ) | Trương Huy Khang Abdullah Al-Deayea            | Mohamed Al-Jawad Saleh Nu'eimeh Park Kyung-hoon Chung Yong-hwan                                          | Tạ Vu Tân Mohamed Salim Mahboub Juma'a Sirous Ghayeghran Chung Hae-won Adel Khamis Abdulaziz Al-Hajeri Byun Byung-joo | Youssef Al-Thunayan Majed Abdullah Kim Joo-sung Vương Bảo Sơn                       |
| 1992              | Không xác định hoặc không trao giải            | Không xác định hoặc không trao giải                                                                      | Không xác định hoặc không trao giải                                                                                   | Không xác định hoặc không trao giải                                                 |
| 1996              | Mohamed Al-Deayea                              | Abdullah Zubromawi Yousef Saleh Mohammad Khakpour                                                        | Mehrdad Minavand Mohamed Ali Khalid Al-Muwallid Saad Bakheet Mubarak                                                  | Fahad Al-Mehallel Jasem Al-Huwaidi Ali Daei                                         |
| 2000              | Giang Kim                                      | Hong Myung-bo Mohammed Al-Khilaiwi Jamal Mubarak                                                         | Nanami Hiroshi Nawaf Al-Temyat Abbas Obeid Karim Bagheri Nakamura Shunsuke                                            | Lee Dong-gook Takahara Naohiro                                                      |
| 2004              | Kawaguchi Yoshikatsu                           | Miyamoto Tsuneyasu Nakazawa Yuji Trịnh Chí Mehdi Mahdavikia                                              | Nakamura Shunsuke Thiệu Giai Nhất Triệu Tuấn Triết Talal Yousef                                                       | A'ala Hubail Ali Karimi                                                             |
| 2007              | Lee Woon-jae                                   | Nakazawa Yuji Lucas Neill Bassim Abbas Rahman Rezaei                                                     | Nakamura Shunsuke Harry Kewell Lee Chun-soo Nashat Akram                                                              | Takahara Naohiro Yasser Al-Qahtani                                                  |
| 2011              | Không trao giải                                | Không trao giải                                                                                          | Không trao giải | Không trao giải                                                                     |
| 2015              | Mathew Ryan                                    | Dhurgham Ismail Kwak Tae-hwi Trent Sainsbury Cha Du-ri                                                   | Massimo Luongo Omar Abdulrahman Ki Sung-yueng                                                                         | Ali Mabkhout Tim Cahill Son Heung-min                                               |
| 2019 (23 cầu thủ) | Alireza Beiranvand Gonda Shūichi Saad Al Sheeb | Bandar Al-Ahbabi Boualem Khoukhi Yoshida Maya Bassam Al-Rawi Nagatomo Yuto Abdelkarim Hassan Kim Min-jae | Omid Ebrahimi Abdulaziz Hatem Ashkan Dejagah Tom Rogic Shibasaki Gaku Hassan Al-Haydos                                | Akram Afif Almoez Ali Sardar Azmoun Nguyễn Quang Hải Vũ Lỗi Ali Mabkhout Osako Yuya |